# Allotinus myriandus
Allotinus myriandus är en fjärilsart som beskrevs av Hans Fruhstorfer 1913. Allotinus myriandus ingår i släktet Allotinus och familjen juvelvingar. Inga underarter finns listade i Catalogue of Life.